# Acido isopentadecanoico
L'acido isopentadecanoico  o 13-metilmiristico o acido 13-metiltetradecanoico, è un acido grasso saturo metil-ramificato con un totale di 15 atomi di carbonio. È strutturalmente affine all'acido pentadecanoico. Presenta la struttura di un acido miristico con un gruppo metilico in posizione 13:
```
  
CH
3
-CH-(CH
2
)
11
-COOH
       |
       CH
3
```

È presente nei gliceridi del latte dei ruminanti e dei suoi derivati lattiero-caseari, come il burro. È biosintetizzato con successive condensazioni di Claisen con il malonil-CoA come cessore di C2, su un substrato di isovalerico-CoA da batteri presenti in particolare nei rumine di ruminanti, in una reazione complessiva che può essere scritta come::
Isovalerico-CoA + 5 malonil-CoA +10 NADPH + H+ → acido isopalmitico + 5 CO 2+ 10 NADP+ + 4H2O+ 6CoA.
Il percorso della sintesi degli acidi grassi a catena medio lunga ramificata de novo differisce solo nelle fasi iniziali da quello dell'acido grasso a catena lineare, l'acido palmitico, presente nella maggior parte degli organismi, per la presenza come substrato di un acido ramificato a catena corta come l'acido isovalerico. Può essere rilevato nella soia fermentata, Natto in giapponese, prodotta con il metodo sviluppato dal prof. Jun Hanzawa.
Alcune analisi lo avrebbero individuato nell'olio di semi di Balanites aegyptiacus (≈10%) e di Grevillea robusta e in alcuni pesci.
È usato per studiare l'induzione dell'apoptosi mitocondriale mediata attraverso i percorsi AKT e Mitogen-activated protein kinases. L'acido isopentadecanoico può essere un possibile integratore chemioterapico. Da varie ricerche viene riconosciuta la sua capacità di inibire le cellule cancerose attraverso l'apoptosi con livelli di tossicità e di effetti collaterali minimi.